# 2735 Ellen
2735 Ellen eller 1977 RB är en asteroid i huvudbältet som upptäcktes den 13 september 1977 av de båda amerikanska astronomerna Schelte J. Bus och Tod R. Lauer vid Siding Spring-observatoriet. Den är uppkallad efter Ellen Howell.
Asteroiden har en diameter på ungefär 3 kilometer och den tillhör asteroidgruppen Hungaria.